# Тельце Воронина
Те́льце Воро́нина (названо в честь русского ботаника М. С. Воронина) — плотное белковое микротельце (модифицированная пероксисома), часто встречающееся рядом с септами у сумчатых грибов и способное закупоривать центральную пору. Предположительно их главная функция — остановка межклеточных обменов и предотвращение потери цитоплазмы при повреждении гифы.

## История изучения
Тельца Воронина были впервые описаны у гриба Ascobolus pulcherrimus русским ботаником М. С. Ворониным в 1864 году. Позднее они были открыты у многих сумчатых мицелиальных грибов, среди которых есть патогены животных и человека. Показано, что группа грибов, имеющих тельца Воронина, монофилетична.